# 東部領地
東部領地（德語：Ober Ost）是指德意志帝國在第一次世界大戰期間於東部戰線主要佔領的地區，這個軍事管轄區範圍包括了波蘭、立陶宛、拉脫維亞和白俄羅斯部分地區。這些地區曾是俄羅斯帝國的領土。東部領地的面積大約是108808平方公里。